# Colcannon

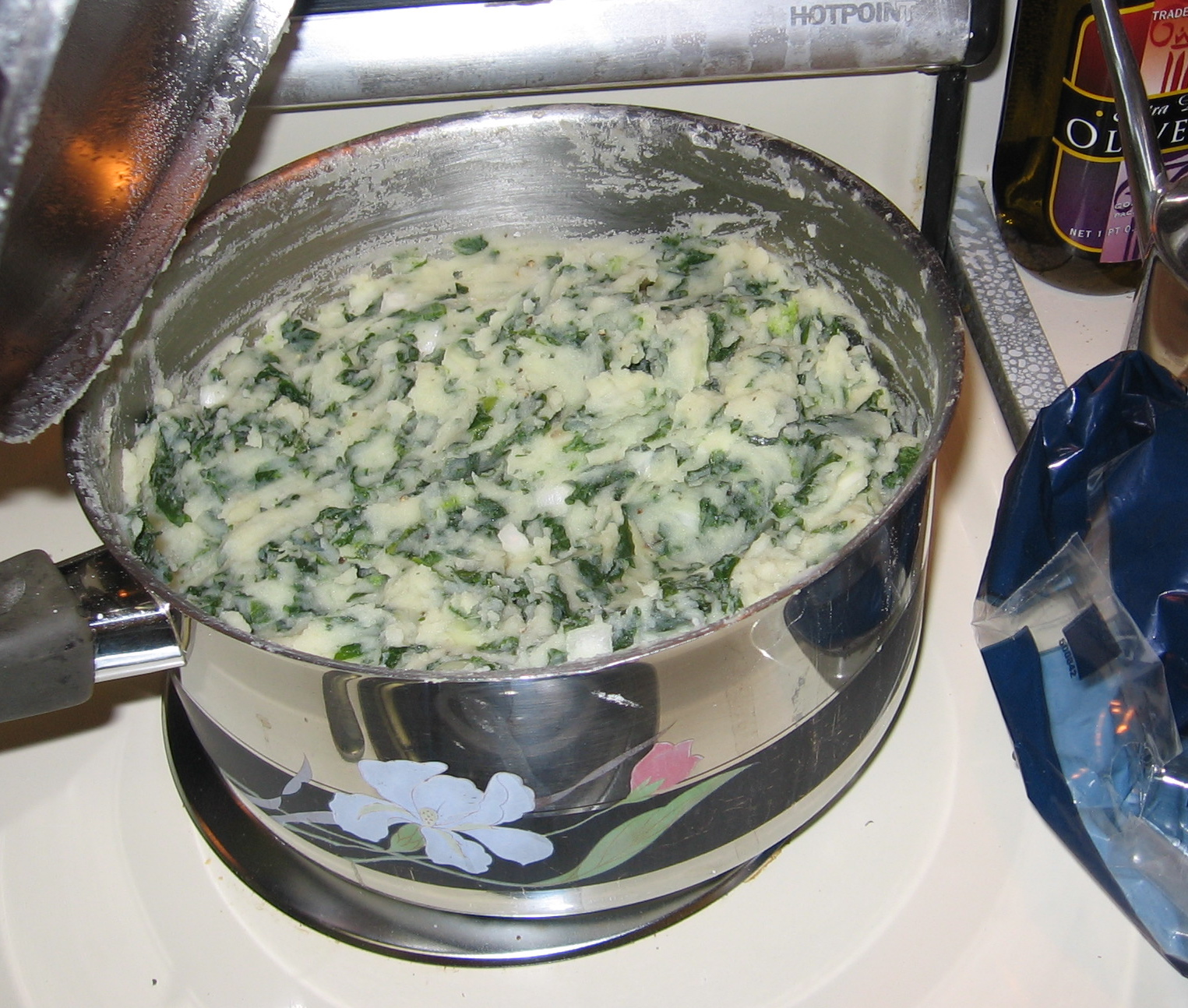
Colcannon

Colcannon (em Inglês) ou cál ceannan (em Irlandês, significando cabeça branca) é um prato típico da culinária da Irlanda. É preparado com purê de batata, couve-de-folhas ou couve, manteiga, sal e pimenta. Pode também conter outros ingredientes tais como leite, natas, cebola, alho, presunto cozido ou toucinho irlandês. No passado, era um prato barato, consumido todo o ano .
Segundo uma antiga tradição irlandesa, no dia das bruxas, deve ser servido colcannon com pequenas moedas escondidas. Na Irlanda, ainda hoje é costume esconder moedas nas batatas do colcannon neste dia. . 
Na costa atlântica do Canadá, em especial na Nova Escócia e na Terra Nova, é popular uma versão local do prato, nas comunidades rurais. Trazida pelos imigrantes irlandeses e escoceses, a receita local consiste de batata, leite, manteiga, cenoura cortada em cubos e nabo. Esta mistura confere-lhe uma cor própria, de tons alaranjados e brancos, ao contrário do verde da versão original. Por vezes, também são usados alho, cebola e touchino cortado em cubos. Nas grandes refeições festivas, como as do Natal e do ano novo, é habitual servir colcannon.
Os holandeses possuem um prato semelhante, denominado  stamppot boerenkool, confeccionado com batata e couve-de-folhas esmagadas e misturadas com leite, manteiga, sal e pimenta. É frequentemente servido ou preparado com uma salsicha grande, sendo também comum adicionar picles de cebolas pequenas.